# Zagazig
Zagazig o Zakazik (in arabo الزقازيق‎?, az-Zaqāzīq, pronuncia arabo egiziano : [ez.zæʔæˈziːʔ], rurale : [ez.zæɡæˈziːɡ]), è una città del Basso Egitto, posta nella parte orientale della regione del Delta del Nilo ed è il capoluogo del Governatorato di Sharqiyya.

## Descrizione
Ha una popolazione di circa 528 470 abitanti (dati 2018). È posta tra un ramo del canale di Ismailia ed il canale al-Mu'izz (l'antico canale Tanitico del fiume Nilo).
Situata nel Delta del Nilo nel mezzo di un distretto molto fertile, Zagazig è uno dei centri egiziani principali per il commercio del cotone e delle granaglie. Ha numerose fabbriche tessili e rappresentanze commerciali estere.
A Zagazig vi sono due università: 
- l'Università di Zagazig, una delle più grandi in Egitto, con facoltà in vari campi della scienza e arte;
- una succursale dell'Università al-Azhar, la più importante università islamica sunnita del mondo.

Nel suo Governatorato si trova il villaggio di Hiriya Razna, famoso per essere stato il luogo natale del colonnello Aḥmad ʿOrābī Pascià, che guidò la rivolta contro i britannici nel 1882.
Alla periferia sud orientale, a 3 chilometri dal centro della città, si trovano le rovine della antica città egizia di Bubasti.

## Galleria d'immagini

Città
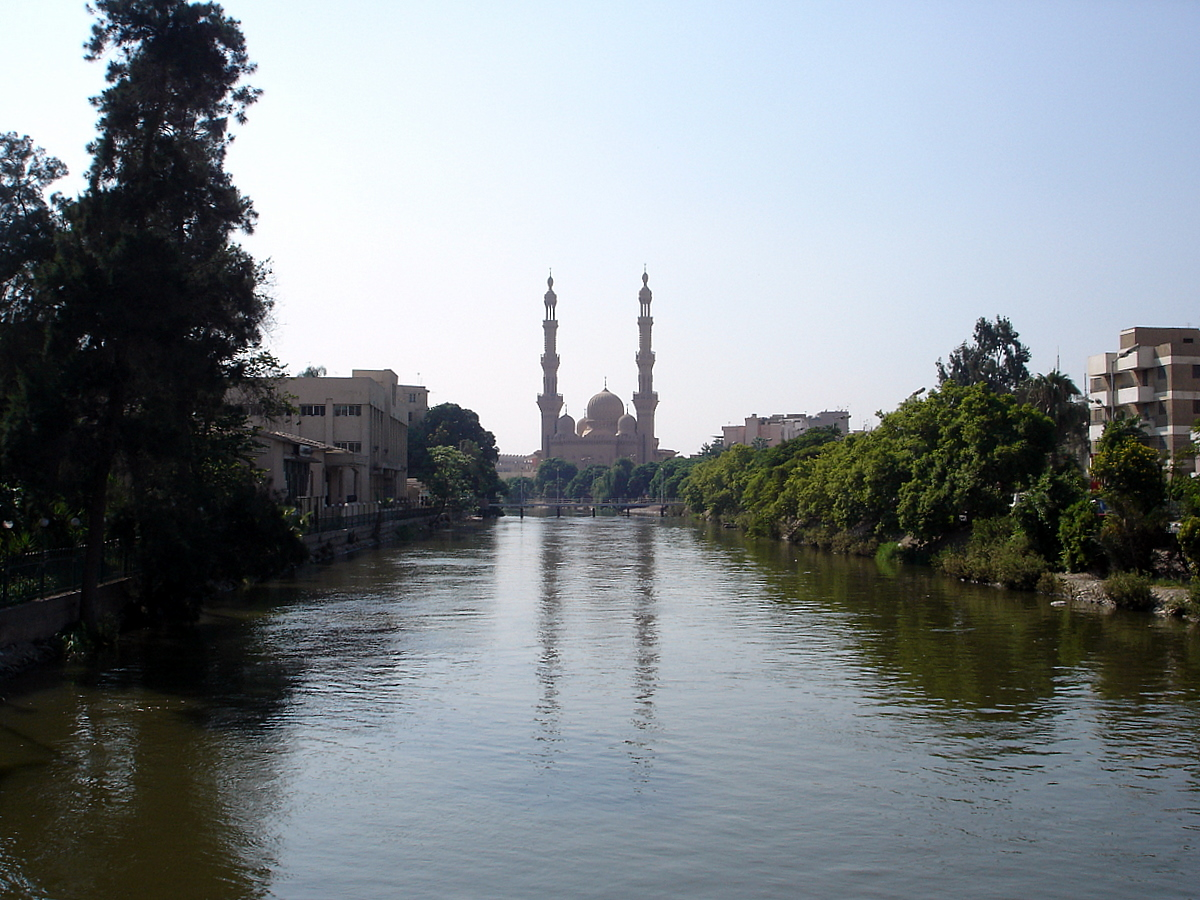
Vista moschea
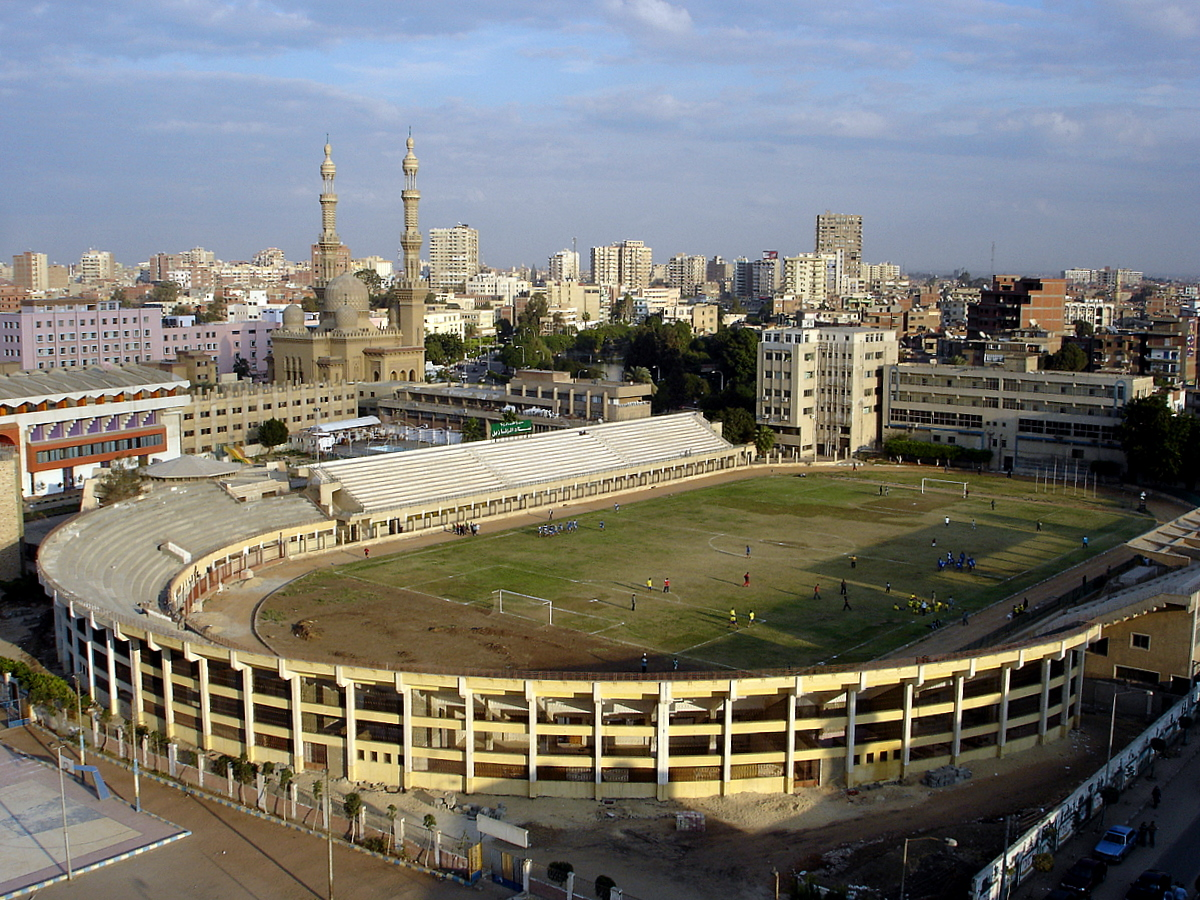
Stadio

Università di Zagaziq
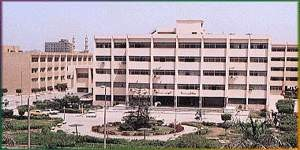
Università di Zagazig - Facoltà di Ingegneria
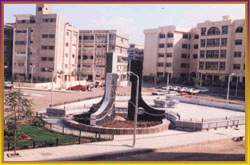
Università di Zagazig - Facoltà di Medicina